# Mathias Norsgaard
Mathias Norsgaard Jørgensen (ur. 5 maja 1997 w Silkeborgu) – duński kolarz szosowy.

## Osiągnięcia
Opracowano na podstawie:

2014
- 1. miejsce na etapie 1b Pucharu Prezydenta Miasta Grudziądza
- 3. miejsce w Tour de l’Abitibi
  - 1. miejsce na 2. etapie

2015
- 1. miejsce na 3. etapie Pucharu Prezydenta Miasta Grudziądza
- 2. miejsce w mistrzostwach Danii juniorów (jazda indywidualna na czas)
- 1. miejsce na 1. etapie Sint-Martinusprijs Kontich (jazda drużynowa na czas)
- 1. miejsce na 1. etapie Aubel-Thimister-La Gleize

2017
- 3. miejsce w mistrzostwach Danii U23 (jazda indywidualna na czas)
- 2. miejsce w Duo Normand
- 1. miejsce w Chrono des Nations U23

2018
- 1. miejsce w mistrzostwach Danii U23 (jazda indywidualna na czas)
- 3. miejsce w mistrzostwach świata U23 (jazda indywidualna na czas)
- 1. miejsce w Chrono des Nations U23

2019
- 3. miejsce w mistrzostwach Danii U23 (jazda indywidualna na czas)
- 1. miejsce na 1. etapie Tour de l’Avenir
- 1. miejsce w Duo Normand
- 2. miejsce w Chrono des Nations U23

2021
- 3. miejsce w mistrzostwach Danii (start wspólny)

2022
- 1. miejsce w mistrzostwach Danii (jazda indywidualna na czas)

2023
- 1. miejsce w Grand Prix Herning

## Rankingi
| Rok             | 2016  | 2017 | 2018 | 2019 | 2020 | 2021 | 2022 | 2023 | 2024 |
| --------------- | ----- | ---- | ---- | ---- | ---- | ---- | ---- | ---- | ---- |
| World Ranking   | 1987. | 775. | 480. | 386. | -    | 423. | 675. | 640. | 869. |
| UCI Europe Tour | 1319. | 496. | 469. | 308. | -    | 349. | 521. | -    | -    |
|                 |       |      |      |      |      |      |      |      |      |
| Źródło: UCI     |       |      |      |      |      |      |      |      |      |